# Gall nival gorja-roig
El gall nival gorja-roig (Tetraophasis obscurus) és una perdiu, per tant d'un ocell de la família dels fasiànids (Phasianidae), que habita barrans i zones zones arbustives, per sobre del nivell dels arbres, a les muntanyes de l'oest de la Xina. Coneguda en algunes llengües com "perdiu monal de Verreaux" ("Verreaux's Monal-Partridge" en anglès, "Tétraophase de Verreaux" en francès).